# Serrara Fontana
Serrara Fontana è un comune italiano sparso di 3 052 abitanti dell'isola d'Ischia, nella città metropolitana di Napoli in Campania.

## Geografia fisica
È il meno popoloso dei sei comuni dell'isola d'Ischia, e anche il più alto, sorge infatti a 366 metri s.l.m. È inoltre l'unico comune dell'isola che si prolunga dal mare con il borgo di Sant'Angelo fino alla vetta più alta dell'isola, il monte Epomeo, dove si trova una splendida foresta chiamata "falanga". Confina a Nord con il comune di Casamicciola, a ovest con il comune di Forio, e ad est con il comune di Barano d'Ischia. Il promontorio di Sant'Angelo si trova a sud, ed è anche il punto più meridionale dell'intera isola.

## Geografia antropica
Il comune di Serrara Fontana è così denominato dai centri abitati di Serrara (capoluogo) e di Fontana (la località più alta dell'isola), lungo le pendici del monte Epomeo, a circa 360 m sul livello del mare con un'economia prevalentemente agricola.
Tuttavia il territorio comunale si compone anche di altre frazioni e località. La più rinomata è Sant'Angelo, piccolo borgo di pescatori: è tra i posti più belli ed affascinanti dell'isola ed è diventato un centro turistico di primo piano, quasi esclusivo. Non a caso, la cosiddetta Torre di Sant'Angelo, un enorme masso tufaceo legato al resto dell'isola da un piccolo istmo, è il simbolo dell'intero comune montano.

## Storia
Alcuni dei nomi dei luoghi indicano la presenza dell'uomo fin dalla preistoria, avvalorato anche dai reperti archeologici, che vanno dall'età del ferro al periodo della Magna Grecia, a quello ellenistico per giungere al Medioevo. Il nome della località Calimera, ad esempio, deriva dal greco kalè emera, in italiano "buongiorno", poiché è questo uno dei primi siti dell'isola ad essere irraggiato dal sole nascente.
Al Medioevo, invece, risale il nome Fontana, dovuto alla presenza di una copiosa fonte d'acqua potabile, intorno alla quale dovette sorgere il casale. Fonte che i più riconoscono nella fonte di cava di Pallarito e che fu distrutta da una frana circa 200 anni fa.
Il nome Serrara, invece, è più recente e significa "montuoso". Compare ufficialmente insieme all'abitato con la fondazione della Parrocchia nel 1641.
Il comune offre tante cose interessanti da vedere, come nell'abitato di Fontana, la chiesa parrocchiale di S. Maria la Sacra, costruita nel 1374, a S. Angelo la chiesetta di San Michele Arcangelo elevata a Parrocchia nel 1923, o sul monte Epomeo l'eremo di San Nicola con annessa la chiesetta, entrambi scavati nel tufo verde antecedentemente al 1459.
Ma queste non sono le sole costruzioni scavate nel tufo, infatti, sparse un po' per tutto il comune, è possibile trovare caratteristiche e particolari costruzioni adibite ad abitazioni e a cantine scavate nel tufo che ha la proprietà di mantenere una temperatura gradevole sia nel periodo invernale che in quello estivo.
Dal 1938 al 1945 fu aggregato al comune di Ischia, insieme agli altri comuni dell'isola, formando un'unica entità amministrativa dell'isola d'Ischia.

## Monumenti e luoghi d'interesse

### Architetture religiose
- Chiesa di Santa Maria la Sacra
- Chiesa di Santa Maria di Montevergine
- Eremo di San Nicola

### Altro
Belvedere. È così chiamata la piccola piazzetta balconata del comune, precisamente nel centro abitato di Serrara da cui è possibile godere di una vista davvero straordinaria sugli abitati di Sant'Angelo e Succhivo a sinistra e a destra sulla frazione di Panza; con la possibilità (a seconda delle condizioni meteorologiche) di scorgere l'isola di Ventotene.
Meno famosa, forse perché più nascosta, è la piazzetta di Fontana. Anche da qui si gode di una vista privilegiata sui comuni di Barano d'Ischia e di Ischia e sul golfo di Napoli con le isole di Vivara e Procida.
Percorrendo invece la mulattiera che parte proprio dalla piazzetta di Fontana, si può giungere sulla cima del Monte Epomeo e visitare la chiesetta di San Nicola con annesso eremo. Attraversato quest'ultimo, pochi gradini ricavati da un masso tufaceo permettono di accedere ad una piccola postazione da cui godere una vista a 360° sul golfo di Napoli. Secondo gli studiosi, infatti, il nome Epomeo deriva dal verbo irregolare greco orao (vedere). Epomeo significherebbe dunque io vedo - guardo intorno.

### Aree naturali

#### Sant'Angelo

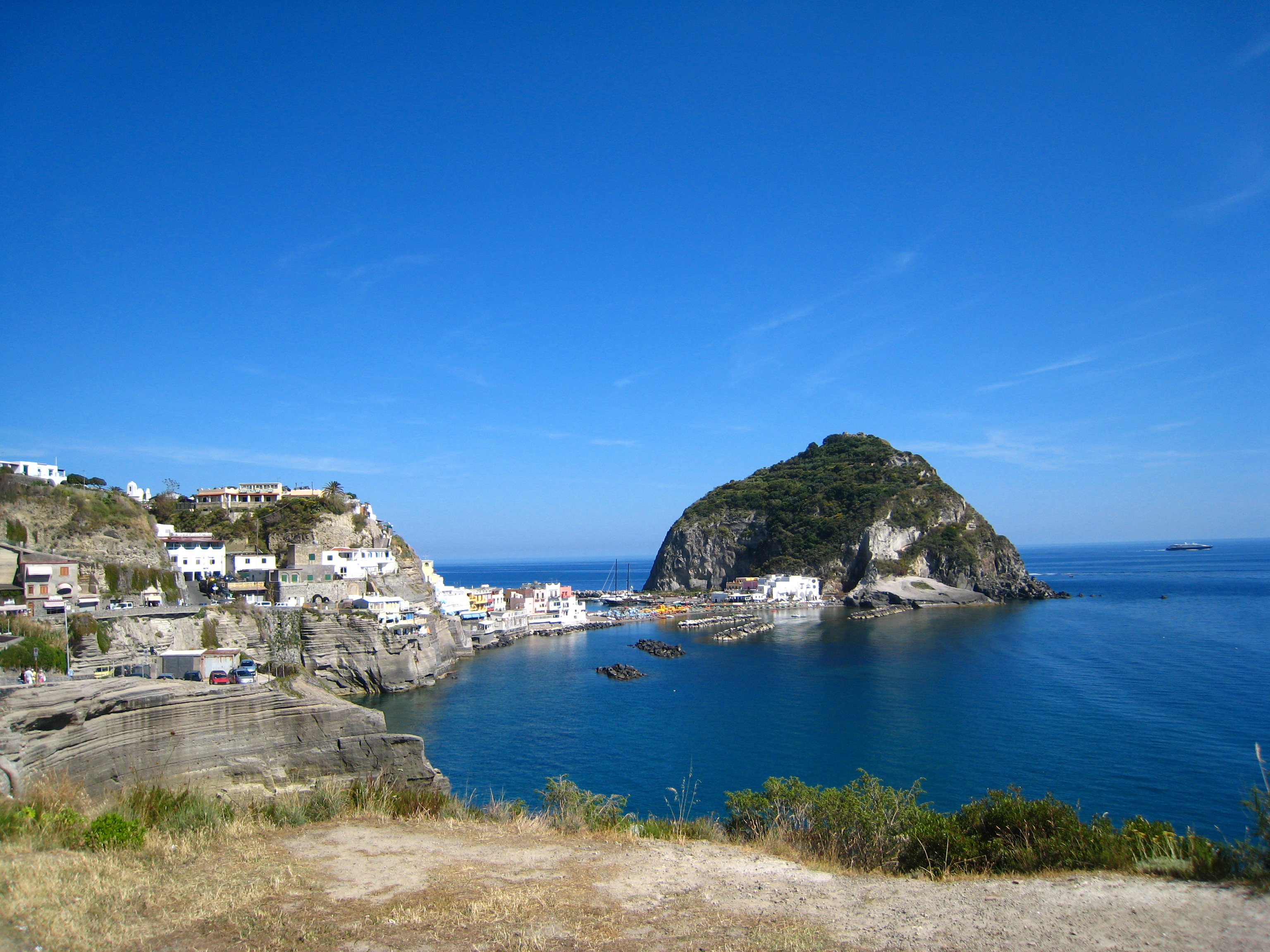
Isolotto di Sant'Angelo

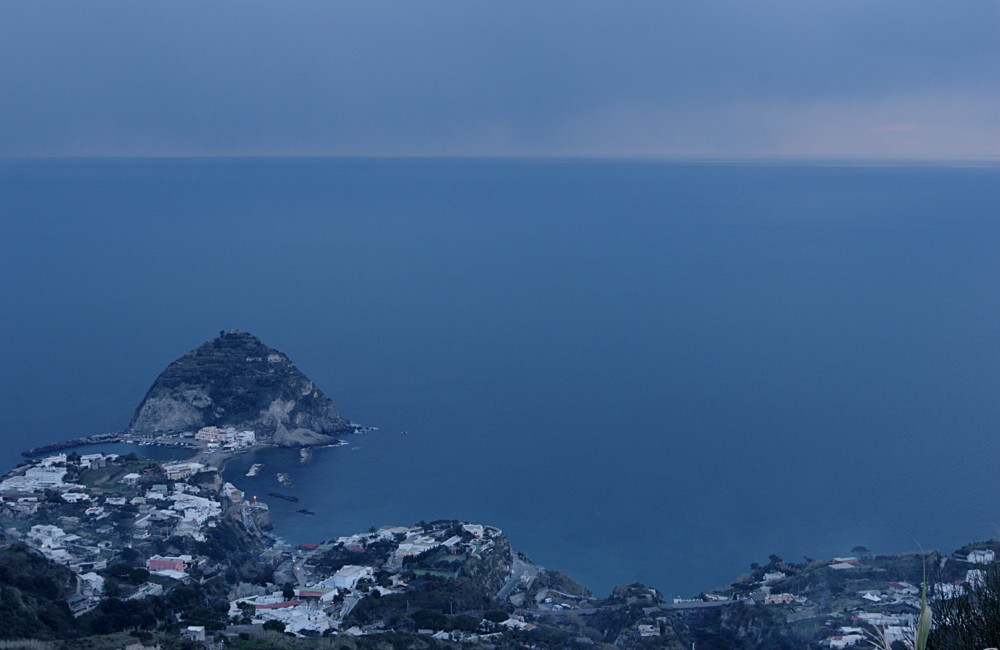
Sant'Angelo all'imbrunire

Il borgo di Sant'Angelo, con il suo suggestivo porticciolo, è l'unica zona marina del comune prevalentemente collinare e costituisce uno dei centri di turismo balneare più rinomati dell'isola flegrea sin dal periodo tra le due guerre mondiali, con l'arrivo di tedeschi come Linda Helene Penzel, che trasformo' nel 1932 la casa di famiglia del marito Alberto Mattera nel primo albergo di S.Angelo, l'Hotel Miramare, diventando così pioniera del turismo di S.Angelo; il suo Isolotto costituisce il punto più meridionale dell'isola d'Ischia. Il paese è idealmente diviso in due: la parte bassa, dove si estende la piazza che dà sul porticciolo e sull'Isolotto, e circondata da boutique e caffè, è detta comunemente Sant'Angelo di basso (o giù Sant'Angelo); la parte alta, con la Parrocchia, il cimitero e molti hotel, è detta invece Madonnella.
Sant'Angelo, inoltre, è l'unico centro abitato dell'isola ad essere interamente pedonale. Solo piccole auto elettriche possono circolare per il paese allo scopo di rifornire di materie prime le attività commerciali presenti.
Oltre alla strada statale, Sant'Angelo è raggiungibile da Serrara camminando su una vecchia mulattiera molto suggestiva e panoramica che parte dalla via Jesca (iesca) e comincia con un tratto di scale. La strada è interamente pedonale.

#### Cavascura
Località situata a pochi metri dal mare, resa famosa dalle Terme di Cavascura, la cui sorgente era già conosciuta in epoca greca e romana, è raggiungibile da Serrara attraverso una strada sterrata da cui si ha una vista incantevole nel primo tratto sulla baia dei Maronti, oppure dal mare sia da Sant'Angelo, che dai Maronti attraverso la spiaggia.

## Società

### Evoluzione demografica
Il comune di Serrara Fontana è il meno popolato dell'isola verde, avendo conosciuto una evoluzione demografica di circa il 70% dal 1861 in poi. Serrara Fontana occupa questa posizione dagli anni '60: precedentemente il comune meno abitato dell'isola d'Ischia era quello di Lacco Ameno.
Abitanti censiti

### Etnie e minoranze straniere
Secondo i dati ISTAT al 31 dicembre 2018 i cittadini stranieri residenti a Serrara Fontana erano 182, corrispondenti al 5,7% della popolazione. Le nazionalità maggiormente rappresentate erano:
1. Romania 31 0,9%
2. Germania 25 0,7%
3. Ucraina 23 0,7
4. Marocco 21 0,6%
5. Sri Lanka 18 0,5%
6. Bulgaria 10 0,3%
7. Austria 9 0,2%
8. Polonia 8 0,2%
9. Repubblica Dominicana 5 0,1%
10. Repubblica Ceca 5 0,1%

### Lingue e dialetti
Seppur nelle sue molte varianti, dovute alla vicinanza con centri abitativi diversi (la zona nord, più vicina al comune di Barano d'Ischia, quella sud alla frazione di Panza), anche il comune di Serrara Fontana possiede il suo dialetto, in cui, a differenza degli altri centri isolani, molto forti sono gli influssi della lingua siciliana. Si possono citare parole come: chiddu per quello, beddu per bello e ancora campaniedde per campanello.Il dialetto di questo Comune è stato oggetto della tesi di laurea di Ilse Freund.
Il comune è indicato dagli altri isolani col nome dialettale Merecoppe ossia "luogo in alto" e "merecuppesi" sono detti i suoi abitanti. La voce mette insieme il lemma greco μέρος - meros ossia "luogo", "posto", ed il lemma latino cuppa, "parte posteriore del capo" e quindi alta.

### Tradizioni e folclore
- Il Santo patrono del comune è San Vincenzo Ferreri, con ricorrenza il 5 aprile.
- La Beata Vergine Maria del Monte Carmelo, venerata nella Parrocchia di Serrara, con ricorrenza il 16 luglio.
- Santa Maria della Mercede, venerata nella Parrocchia di Fontana, festeggiata dai Fontanesi la prima settimana di agosto.
- San Michele Arcangelo, venerato nella Parrocchia di Sant'Angelo, con ricorrenza il 29 settembre.
- San Ciro Martire, venerato nella chiesa di San Ciro al Ciglio, con ricorrenza il 31 gennaio.
- Nativià di S.S. Maria, venerata nella chiesa di Santa Maria di Montevergine in Succhivo, con ricorrenza l'8 settembre.

## Amministrazione
| Periodo   | Periodo   | Primo cittadino | Partito      | Carica  | Note |
| --------- | --------- | --------------- | ------------ | ------- | ---- |
| 4-10-2021 | In carica | Irene Iacono    | Lista civica | Sindaco |      |

### Gemellaggi
- Pontedera

## Galleria d'immagini

Vista della Congrega Dell'immacolata inizi del Novecento